# Ernő Ágost braunschweigi herceg
Ernő Ágost braunschweigi herceg (németül: Ernst August, Herzog von Braunschweig, teljes nevén Ernst August Christian Georg; Bécs, 1887. november 17. – Pattensen, 1953. január 30.) braunschweig–lüneburgi, brit és hannoveri herceg, 1913–1918 között Braunschweig uralkodó hercege, 1923–1953 között Hannover címzetes királya és Cumberland és Teviotdale címzetes hercege.

## Élete

### Származása és ifjúkora
Ernő Ágost hannoveri és brit herceg 1887. november 17-én jött világra az ausztriai Penzingben, Bécs külvárosában II. Ernő Ágost címzetes hannoveri király (1845–1923) és Tíra dán királyi hercegnő (1853–1933) hatodik, utolsó gyermekeként egyben harmadik fiaként. Édesapja az utolsó hannoveri király legidősebb fiaként a hannoveri trón várományosa volt, de mielőtt megörökölhette volna a koronát, édesapját megfosztották trónjától. Emellett brit hercegi címet is viselt, valamint ő volt az uralkodója Cumberland és Teviotdale hercegségének. Édesanyja eredetileg schleswig–holsteini hercegnőként született, de édesapja dán királlyá koronázása után dán hercegnői rangot kapott.
Mikor Ernő Ágost herceg megszületett, családja éppen ausztriai száműzetésben élt, ahova az országot megszálló poroszok elől menekültek. A fiatal herceg szülei és a kor elvárásának megfelelően a hadsereghez csatlakozott, a bajor sereg tüzérségének tisztje lett. Uralkodásra nem voltak kilátásai, minthogy két bátyja is volt. 1884-ben a korona mégis közel került a herceghez, amikor meghalt elsőfokú unokatestvére, Vilmos braunschweigi uralkodó herceg. A gyermektelen uralkodó örököse Ernő Ágost herceg édesapja volt, de őt és fiait a porosz „vaskancellár” nyomására a birodalmi tanács megfosztotta a trónra való jogától – a kancellár így állt bosszút azért, amiért a család soha nem mondott le a hannoveri trónigényről. Braunschweig hercegségének élére Albert porosz herceg került mint kormányzó. A herceg 1906-ban bekövetkezett halála után Ernő Ágost herceg édesapja és legidősebb fia felajánlották, hogy lemondanak braunschweigi trónigényükről Ernő Ágost herceg javára – Keresztély herceg, a család második fia ekkora már halott volt. A birodalmi tanács ismét elutasította őket, a kormányzóságot János Albert mecklenburgi hercegre bízva.

### Házassága és gyermekei
1912 májusában Ernő Ágost herceg bátyja életét vesztette egy autóbalesetben. II. Vilmos német császár részvétnyilvánító táviratot küldött a családnak, megtörve ezzel a két família közötti fagyos hallgatást. A gesztust viszonzandó Ernő Ágost herceg személyesen utazott el a német fővárosba köszönetet mondani a császárnak. Ez alkalomból találkozott a herceg a császár egyetlen leányával és egyben legkedvesebb gyermekével, Viktória Lujza porosz királyi hercegnővel (1892–1980). A herceg és a hercegnő egymásba szerettek; házasságukba a régóta tartó ellenségeskedés miatt csak nehezen egyezett bele a német uralkodó. Az eljegyzés ugyanakkor pontot tett a csaknem fél évszázada tartó porosz–hannoveri ellentét végére, az eseményt 1913 februárjában jelentették be hivatalosan. Ekkor Ernő Ágost herceg hűségesküt tett a német császárnak és elfogadta a felkínált kapitányi pozíciót a porosz „Zieten-huszárok” ezredében, otthagyva a bajor sereget. A porosz huszárezredben egyébként a herceg nagyapja és több felmenője is ezredesi rangban szolgált. A porosz állam visszajuttatta a megszálláskor eltulajdonított családi javakat – főleg festményeket és egyéb műkincseket – a herceg családjának.
1913. május 24-én Ernő Ágost herceg feleségül vette a porosz királyleányt. Az esemény hatalmas pompa közepette zajlott, jóformán valamennyi európai uralkodó részt vett rajta: például a brit király és felesége, az orosz cár és cárné. Az ünnepség egyike volt az első világháborút előtti utolsó nagyszabású uralkodói összejöveteleknek. Ernő Ágost herceg és felesége boldog, harmonikus kapcsolatából öt gyermek született:
- Ernő Ágost (1914–1987), később címzetes hannoveri király
- György Vilmos (1915–2006), felesége Zsófia görög hercegnő
- Friderika Lujza (1917–1981), házassága révén Görögország királynéja
- Keresztély Oszkár (1919–1981), felesége Mireille Dutry
- Welf Henrik (1923–1997), felesége Alexandra ysenburg–büdingeni hercegnő.

A család előbb a braunschweigi palotában, száműzésük alatt pedig az ausztriai gmundeni birtokon élt meghitt környezetben. Ernő Ágost herceg négy fiúgyermeke közül mindössze egynek, a legifjabb hercegnek nem születtek utódai. A herceg azt is megérte, hogy egyetlen leánya a görög uralkodóval kötött házassága révén görög királyné legyen. Az ő révén a herceg leszármazottjai közé tartozik a spanyol királyné és a címzetes görög király is.

## I. Ernő Ágost hannoveri király leszármazottai
A családfa nem mutatja az összes családtagot, csak azokat, akik a királyi cím, illetve a Nagy-Britannia Királysága főrendjében (peerage) létrehozott Cumberland és Teviotdale hercege cím öröklésében érintettek – néhány kivétellel.
- III. György  brit király
  - IV. György  brit király
  - Frigyes Ágost,  York és Albany hercege
  - IV. Vilmos  brit király
  - Sarolta Auguszta württembergi királyné
  - Eduárd Ágost  Kent és Strathearn hercege
  - további testvérek...
  - I. Ernő Ágost hannoveri király (1771–1851)  Cumberland és Teviotdale 1. hercege
    - V. György hannoveri király (1819–1878)  Cumberland és Teviotdale 2. hercege
      - Ernő Ágost hannoveri királyi herceg (1845–1923)  Cumberland és Teviotdale 3. hercege[1]
        - Ernő Ágost braunschweigi herceg(1887–1953)[2]
          - IV. Ernő Ágost hannoveri herceg (1914–1987)[2]
            - V. Ernő Ágost hannoveri herceg (1954–)[2]
              - Prince Ernst August of Hanover
                - Prince Welf August of Hanover

          - Frederica of Hanover (1917–1981), férje: Pál görög király

## Uralkodása
1913. október 27-én Ernő Ágost hannoveri herceg édesapja, a hannoveri trónörökös és cumberlandi herceg hivatalosan is lemondott braunschweigi trónigényéről, minden jogát egyetlen életben maradt fiára ruházta át. Másnap a birodalmi gyűlésen megtárgyalták a kérdést; a szavazást eredményeként – illetve annak hatására, hogy mégiscsak a német császár vejéről volt szó – a birodalmi gyűlés elismerte Ernő Ágost jogait és igényét a braunschweigi trónra. Hannover királysága ettől eltekintve továbbra is porosz tartomány maradt, e kérdésben a hercegnek nem sikerült eredményt elérnie. A német uralkodó jóindulata gesztusaként a „Zieten-huszárok” ezredesévé nevezte ki a herceget. 1913. november 1-jén a herceg és felesége hivatalosan is felvette a braunschweigi uralkodói címet. A házaspár átköltözött a fővárosban található hercegei kastélyba, ott rendezték be otthonukat és öt gyermekük közül kettő ott született – a többiek a világháború, illetve a száműzetés ideje alatt jöttek világra.
Ernő Ágost braunschweigi herceg katonai minőségben vett részt az első világháborúban. Érdemeiért vezérőrnagyi rangra emelték; frontszolgálatának ideje alatt a hercegséget felesége kormányozta régensként. A világháború elvesztése és a munkások életkörülményei miatt 1918. november 8-án forradalom robbant ki a hercegség fővárosában. A többség előtt meghajolva a délutáni órákban a herceg aláírta lemondónyilatkozatát, mely megfosztotta őt uralkodói címétől és az államügyekbe való beleszólási jogától. Egy nappal később a birodalom fővárosában apósa is lemondott császári címéről, kikiáltották a köztársaságot. Ugyanezen a napon Ernő Ágost herceg családjával együtt elmenekült az országból, az ausztriai családi kastélyban kerestek menedéket. A herceg innét indított pert a német állam ellen: államosított családi birtokokat és kártérítést követelt. A pereket megnyerte, a családi kastélyok és a föld jelentős részét visszakapta. 1919. március 28-án a brit törvények megfosztották brit főnemesi címeitől a herceg édesapját, így nem ő nem viselhette többé Cumberland és Teviotdale hercegi titulusát. Az egykori hannoveri trónörökös 1923. november 14-én bekövetkezett halála után Ernő Ágost herceg lett a család feje és a címzetes hannoveri király. Mint ilyen, a herceg 1931-ben kibocsátott egy nyilatkozatot, miszerint a mindenkori címzetes hannoveri király gyermekei továbbra is brit hercegeknek tekinthetők.
Ernő Ágost herceg 1930-ban visszatelepült a blankenburgi kastélyba. A második világháború alatt a családot több kritika érte a nácikkal valós szimpatizálása miatt; Ernő Ágost herceg maga azonban nem vállalt közösséget a nemzetiszocialistákkal, legidősebb fiát pedig a háború végén a Gestapo hosszabb időre letartóztatta. A világháború végén a famíliának távoznia kellett a blankenburgi kastélyból. Az előrenyomuló szovjet Vörös Hadseregtől tartva a herceg és családja a brit erők által megszállt területen fekvő Marienburg-kastélyba húzódott vissza. A család az 1945-ös államosítás után anyagilag nehéz helyzetbe került; de befektetéseiknek köszönhetően később megoldódtak a problémáik.
Ernő Ágost címzetes braunschweigi herceget, hannoveri királyt a Pattensenhez közeli marienburgi kastélyban érte a halál 1953. január 30-án hatvanöt éves korában. Felesége közel huszonhét évvel túlélte őt, gondosan ápolva emlékezetét. Címeit legidősebb fia örökölte.

## Külső hivatkozások
- François Velde: A brit trónöröklési törvények (angol nyelven). Heraldica.org. (Hozzáférés: 2010. március 8.)
- Az uralkodóház hivatalos honlapja (német nyelven). Welfen.de. (Hozzáférés: 2010. március 8.)
- Ernő Ágost braunschweigi herceg családfája (német nyelven). Emecklenburg.de. (Hozzáférés: 2010. március 8.)

| Előző uralkodó: Vilmos | Braunschweig hercege 1913–1918 Hannoveri-ház | Következő uralkodó: – |

1. ↑  Az 1917. évi Titles Deprivation Act az Egyesült Királyság parlamentjének törvénye, amelynek alapján az első világháborúban az Egyesült Királyság ellenségeivel együttműködő főrendeket címeiktől – beleértve a királyi család tagjai által viselteket is – az uralkodó megfoszthatta. Ez történt a Cumberland és Teviotdale hercegi cím esetében 1919. március 28-án.
2. 1 2 3  Az 1917. évi Titles Deprivation Act szabályozta, hogy mi az eljárás arra az esetre, ha a cím viselésére amúgy jogosult személy kezdeményezné a cím visszaadását. 2024-ig nem történt ilyen kezdeményezés a Cumberland és Teviotdale hercege cím esetében.